# Khướu đá núi
Khướu đá núi, tên khoa học Napothera crassa là một loài chim trong họ Pellorneidae. Chúng được tìm thấy ở Indonesia và Malaysia.